# Chambre de commerce (Luxembourg)
Pour les autres articles nationaux ou selon les autres juridictions, voir Chambre de commerce.
La Chambre de commerce (en luxembourgeois : Handelskummer et en allemand : Handelskammer) est une chambre professionnelle qui représente toutes les entreprises du Luxembourg, issues des secteurs économiques de l'industrie, du commerce et des services, des banques et des activités financières, des assurances et de l'Horeca, dont elle défend les intérêts. Aujourd'hui, elle est le porte-parole attitré de quelque 100.000 entreprises représentant 75 % du total de l'emploi salarié et 80 % du PIB. Avec tous les acteurs économiques, elle s’attache à créer les conditions nécessaires à l'innovation, au développement durable et à la réussite des entreprises.

## Historique
La Chambre de Commerce du Luxembourg a été créée, par arrêté du Roi Grand-Duc Guillaume II, le 1er octobre 1841, deux ans seulement après l'indépendance du Grand-Duché, de Luxembourg. Elle est constituée de 21 membres, industriels, commerçants et banquiers.
Elle est la plus ancienne des chambres professionnelles du pays et elle est, depuis ses tout débuts, intimement liée aux choix stratégiques en matière de développement économique du Luxembourg.
Le rôle et les missions de la Chambre de Commerce ont été décrits une première fois par la loi du 4 avril 1924 portant création des chambres professionnelles à base élective. Le cadre légal régissant la Chambre de Commerce a été réformé et modernisé par la loi du 26 octobre 2010 portant réorganisation de la Chambre de Commerce.

## Organisation
La gouvernance de la Chambre de Commerce est assurée par une Assemblée plénière composée de 25 membres effectifs et d’un nombre équivalent de membres suppléants, élus pour 5 ans, répartis dans 6 groupes électoraux (Commerce et autres activités commerciales non spécialement dénommées ; Sociétés de participations financières ; Industrie, PMI et PME ; Banques, caisses rurales et autres activités financières ; Assurances ; Hôtellerie, restauration et cafetiers) . Cette assemblée est l’organe de décision souverain de la Chambre de Commerce. Elle représente l’ensemble de ses ressortissants.

L’Assemblée plénière reflète la diversité de l’économie luxembourgeoise et le poids des secteurs qui la composent. Elle fixe l’organisation interne de la Chambre de Commerce et désigne le directeur général dont la nomination est soumise à l’approbation du gouvernement. Elle peut déléguer certains de ses pouvoirs au président et au Bureau de la Chambre de Commerce, élus par l’Assemblée plénière. Le bureau se compose du président et de 4 vice-présidents.
| Identité                         | Période      | Période      | Durée             |
| Identité                         | Début        | Fin          | Durée             |
| -------------------------------- | ------------ | ------------ | ----------------- |
| Aloyse Meyer (en) (1883 - 1952)  | 1925         | 1952         | 27 ans            |
| Félix Chomé (d) (1888 - 1972)    | 1953         | 1959         | 6 ans             |
| Tony Neuman (d) (1902 - 1979)    | 1959         | 1974         | 15 ans            |
| Emmanuel Tesch (d) (1920 - 2011) | 1974         | 1992         | 18 ans            |
| Joseph Kinsch (d) (1933 - 2022)  | 1992         | 2004         | 12 ans            |
| Michel Wurth (d) (né en 1954)    | mai 2004     | avril 2019   | 14 ans et 11 mois |
| Luc Frieden (né en 1963)         | avril 2019   | février 2023 | 3 ans et 10 mois  |
| Ernster (d)                      | février 2023 |              |                   |

## Fonctionnement
La loi modifiée du 26 octobre 2010 portant réorganisation de la Chambre de Commerce lui attribue notamment les missions suivantes :
Intervenir dans la procédure législative par la rédaction d’avis : Par son implication étroite dans la procédure législative, la Chambre de Commerce intervient à chaque fois que de nouvelles dispositions, notamment d’un projet de loi, pourraient toucher directement ou indirectement les intérêts des secteurs d’activité qu’elle représente. La loi prévoit, en effet, que l’avis de la Chambre de Commerce doit être demandé pour l’ensemble des lois, règlements grand-ducaux et règlements ministériels pouvant avoir un impact sur la vie des entreprises. La Chambre de Commerce peut s’autosaisir pour formuler un avis à chaque fois qu’elle l’estime nécessaire. Tous les avis de la Chambre de Commerce sont rédigés après consultation des secteurs visés et des organisations représentant les entreprises et fédérations professionnelles concernées.
Soutenir la création et le développement des entreprises et promouvoir l’esprit d’entreprise : la Chambre de Commerce a fait de la promotion de l’esprit d’entreprise et de la sensibilisation du grand public et surtout des jeunes générations aux valeurs de l’entrepreneuriat une priorité absolue. Que ce soit par l’institution d’un cadre réglementaire simplifié pour la création d’entreprise, la sensibilisation des futurs diplômés et du grand public ou encore le soutien direct d’initiatives pour de jeunes entrepreneurs, la Chambre de Commerce joue pleinement son rôle d’ambassadeur des valeurs de l’entrepreneuriat, car elle voit dans l’esprit d’entreprise un vecteur de croissance et d’accomplissement personnel. Elle propose aux porteurs de projets entrepreneuriaux et aux entreprises établies, une gamme de services visant à les accompagner tout au long de leur cycle de vie : pré-création et démarrage ; développement ; digitalisation ; exportation ; prévention des difficultés ; transmission ….
Promouvoir les relations économiques et commerciales avec l’étranger : Assister les entreprises dans le développement des exportations de leurs produits et dans la mise en relation avec de potentiels partenaires étrangers pour leurs projets d’expansion au niveau local, régional et international, sont autant de services proposés par la Chambre de Commerce pour faciliter l’accès à de nouveaux marchés. Cet appui s’adresse tant aux entreprises qui font leurs premiers pas à l’export, qu’à celles, plus chevronnées, qui prospectent de nouveaux marchés, ou cherchent de nouveaux investisseurs.
Œuvrer en faveur d’un système d’enseignement et d’une offre de formation adaptés aux défis du pays et aux besoins des entreprises : la Chambre de Commerce accompagne et soutient les entreprises dans leur engagement en faveur d’une amélioration continue des connaissances et des compétences de leurs collaborateurs. Pour ce faire, elle agit, d’une part, en faveur d’un cadre législatif et réglementaire propice au développement d’un système de formation et d’enseignement performant et transparent et, d’autre part, elle initie, développe et gère divers projets de formation professionnelle continue, en étroite concertation avec les entreprises et les acteurs de la formation nationaux et internationaux.
Informer le public et animer le débat en tant que partenaire et porte-parole indépendant de l’économie et des entreprises : Dans le souci d’anticiper les mégatendances et les défis d’avenir du pays et de son économie, la Chambre de Commerce observe et analyse l’environnement socio-économique dans lequel évoluent les entreprises. Elle réalise aussi de nombreuses enquêtes nationales, européennes et internationales mesurant l’évolution conjoncturelle et la situation structurelle de l’économie. Grâce à ces analyses et enquêtes, elle est en mesure de formuler des recommandations et propositions avisées en faveur d’un développement compétitif et durable. Elle contribue ainsi à l’animation du débat public et politique, invite à la réflexion et sensibilise les entreprises et les citoyens à des thématiques impactant l’environnement socio-économique du pays. La Chambre de Commerce est l’un des principaux éditeurs d’informations économiques du pays. Elle propose toute une panoplie de publications et de sources d’information couvrant des thématiques très variées, toujours en relation avec la vie économique et sociale du pays. Ces informations libres d’accès s’adressent aussi bien aux entreprises qu’aux pouvoirs publics, à la presse, aux particuliers ou encore aux étudiants